# 短劇 (日本)
短剧（日语：コント，語源自法語）是日本的一种喜剧形式，通常在舞台上表演，也多见于电视综艺节目。演员在布置好的场景上借助肢体动作表演喜剧，达到搞笑的目的。

## 表演形式
短剧往往由2人或3人表演，也有单人的情况。2人表演时，演员分别负责吐槽和装傻。3人表演时，一般一人负责吐槽，另外2人负责装傻。单人表演时，则借助道具（如幻灯片），自己负责吐槽或装傻。类似漫才，短剧的搞笑中吐槽的作用至关重要。有些短剧演员可以兼任漫才演员，往往他们会把短剧的段子改编为短剧式漫才。
表演短剧时需要进行场景布置，在剧场演出时，不同的表演之间往往会进入转场时间，方便工作人员布置大小道具。
有一种时间极短，大约在数秒或10多秒结束的短剧，被称为短短剧（ショートコント）。这种短短剧大多不借助道具，设定也比较简单，通过较直接的方式完成一次搞笑。短短劇的表演形式被認為是由小內小南確立。

## 短剧比赛
最著名的短剧大奖赛是《短剧之王》（キングオブコント），由日本TBS电视台主办。